# Ferdinand van Aragón (1488-1550)

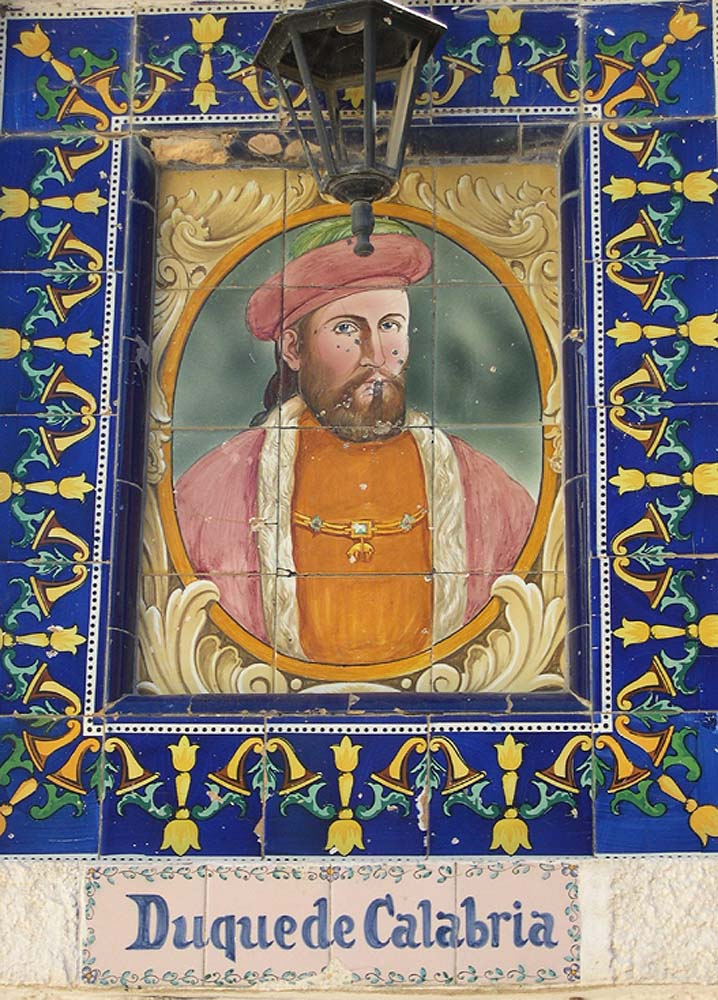
Een tegeltableau van Ferdinand van Aragón

Ferdinand van Aragón (Andria, 1488 - 1550) was hertog van Calabrië en speelde een belangrijke rol in de Kroon van Aragón.

## Biografie
Ferdinand van Aragón werd geboren als oudste zoon van koning Frederik IV van Napels en zijn vrouw Isabella van Beaux te Andria. In 1504 werd het Koninkrijk Napels door het Koninkrijk Aragón aan zijn uitbreidende grenzen toegevoegd. Tijdens die laatste oorlog om Napels werd Ferdinand gevangengenomen door Gonzalo Fernández de Córdoba en naar Barcelona gebracht als gijzelaar.
Tijdens zijn periode in Barcelona wist Ferdinand vriendschap te sluiten met koning Ferdinand II van Aragón en later ook met Keizer Karel V. Door zijn verkregen macht aan het Spaanse hof sloot Karel V in 1526 voor hem een huwelijk met Germaine van Foix. Daarnaast werd hij benoemd tot onderkoning van Valencia in 1537. Een jaar later overleed Germaine de Foix en hij hertrouwde in 1541 met Mencía de Mendoza, weduwe van Hendrik III van Nassau-Breda. In Valencia groeide hij samen met zijn vrouw uit tot patronisten van artistieke en literaire werken.